# 1812 na literatura

## Nascimentos
| Data           | Nome                  | Profissão                       | Nacionalidade  | Observações | Ref |
| -------------- | --------------------- | ------------------------------- | -------------- | ----------- | --- |
| 7 de Fevereiro | Charles Dickens       | romancista                      | Inglaterra     | m. 1870     |     |
| 22 de Março    | João Francisco Lisboa | político, escritor e jornalista | Brasil Colônia | m. 1863     |     |
| 7 de Maio      | Robert Browning       | escritor                        | Inglaterra     | m. 1889     |     |
| 12 de Maio     | Edward Lear           | pintor e escritor               | Inglaterra     | m. 1888     |     |
| 23 de Dezembro | Samuel Smiles         | escritor                        | Inglaterra     | m. 1904     |     |

## Mortes
| Data | Nome | Profissão | Nacionalidade | Observações | Ref |
| ---- | ---- | --------- | ------------- | ----------- | --- |